# AVE Mizar
AVE Mizar byl létající automobil, který navrhl v roce 1971 americký konstruktér polského původu Henry Smolinski. Vytvořil ho spojením automobilu Ford Pinto a letadla Cessna Skymaster. Název vozu pochází ze zkratky firmy Advanced Vehicle Engineers a hvězdy Mizar. Společnost měla v plánu zahájit v roce 1974 masovou výrobu, pořizovací cena stroje se odhadovala na 19 000 dolarů. Byly postaveny dva prototypy, které byly testovány za účelem získání certifikátu Federal Aviation Administration. Při zkouškách na letišti Camarillo Airport v Kalifornii 11. září 1973 došlo k havárii, kdy povolily sváry mezi křídlem a automobilem a v troskách stroje zahynuli majitelé firmy AVE Henry Smolinski a Harold Blake, projekt tím byl ukončen.